# Беюш
Беюш (рум. Beiuș) — місто у повіті Біхор в Румунії, що має статус муніципію. Адміністративно місту також підпорядковане село Делань (населення 398 осіб, 2002 рік).
Місто розташоване на відстані 381 км на північний захід від Бухареста, 56 км на південний схід від Ораді, 95 км на захід від Клуж-Напоки, 132 км на північний схід від Тімішоари.

## Населення
За даними перепису населення 2002 року у місті проживали 10 996 осіб.
Національний склад населення міста:
| Національність | Кількість осіб | Відсоток |
| -------------- | -------------- | -------- |
| румуни         | 9849           | 89,6%    |
| угорці         | 930            | 8,5%     |
| цигани         | 169            | 1,5%     |
| німці          | 19             | 0,2%     |
| італійці       | 12             | 0,1%     |
| словаки        | 3              | < 0,1%   |
| євреї          | 3              | < 0,1%   |
| серби          | 2              | < 0,1%   |
| хорвати        | 1              | < 0,1%   |
| греки          | 1              | < 0,1%   |
| поляки         | 1              | < 0,1%   |
| вірмени        | 1              | < 0,1%   |

Рідною мовою назвали:
| Мова             | Кількість осіб | Відсоток |
| ---------------- | -------------- | -------- |
| румунська        | 9928           | 90,3%    |
| угорська         | 900            | 8,2%     |
| циганська        | 142            | 1,3%     |
| німецька         | 12             | 0,1%     |
| італійська       | 6              | 0,1%     |
| словацька        | 3              | < 0,1%   |
| хорватська       | 1              | < 0,1%   |
| грецька          | 1              | < 0,1%   |
| єврейська (їдиш) | 1              | < 0,1%   |

Склад населення міста за віросповіданням:
| Релігія                             | Кількість осіб | Відсоток |
| ----------------------------------- | -------------- | -------- |
| православні                         | 9051           | 82,3%    |
| реформати                           | 662            | 6,0%     |
| греко-католики                      | 446            | 4,1%     |
| п'ятдесятники                       | 272            | 2,5%     |
| баптисти                            | 256            | 2,3%     |
| римо-католики                       | 241            | 2,2%     |
| адвентисти                          | 32             | 0,3%     |
| атеїсти                             | 7              | 0,1%     |
| бретрени                            | 6              | 0,1%     |
| мусульмани                          | 3              | < 0,1%   |
| юдеї                                | 2              | < 0,1%   |
| не релігійні                        | 2              | < 0,1%   |
| лютерани (Аугсбурзького сповідання) | 1              | < 0,1%   |
| не вказали релігію                  | 4              | < 0,1%   |

## Зовнішні посилання
- Дані про місто Беюш на сайті Ghidul Primăriilor [Архівовано 15 травня 2012 у Wayback Machine.]